# Liste der Mitglieder der American Academy of Arts and Sciences/1920
Im Jahr 1920 wählte die American Academy of Arts and Sciences 15 Personen zu ihren Mitgliedern.

## Neu gewählte Mitglieder
- William T. Bovie (1882–1958)
- Maurice Jules Gaston Corneille Caullery (1868–1958)
- Benjamin Preston Clark (1860–1939)
- Walter Eugene Clark (1881–1960)
- Theodore Harwood Dillon (1884–1961)
- Cecil Kent Drinker (1887–1956)
- Franklin Edgerton (1885–1963)
- Jacques Salomon Hadamard (1865–1963)
- John Ellerton Lodge (1876–1942)
- Charles Howard McIlwain (1871–1968)
- Frederick Law Olmsted, Jr. (1870–1957)
- Harlow Shapley (1885–1972)
- Henry Monmouth Smith (1868–1950)
- William Lyman Underwood (1864–1929)
- Clark Wissler (1870–1947)